# Universal docking module
El Módulo de Embarque Universal o Universal Docking Module (UDM) (del ruso: Универсальный стыковочный модуль) era un componente ruso inicialmente planeado de la Estación Espacial Internacional, que iba a ser construido conjuntamente por RKK Energia y Khrunichev. En el diseño original estaría acoplado al puerto nadir de servicio (de cara a la Tierra) del módulo Zvezda, y tendría cuatro puertos de acoplamiento para acomodar dos módulos de investigación rusos, el Life Support Module (LSM) y el compartimento de embarque SO2. Como el LSM, el SO2, y un módulo de investigación fueron cancelados debido a la falta de fondos, este módulo fue también cancelado. Entonces, el módulo de investigación restante fue programado para ser integrado al puerto abierto del módulo Zvezda, pero en los últimos diseños, ese puerto será usado en su lugar para el Docking Cargo Module.
A mediados de la década de 2000, RKK Energia relanzó el proyecto. El nuevo diseño preliminar fue completado el 15 de enero de 2011, estando su lanzamiento previsto para 2016.